# Francisco Garrigós
Francisco Garrigós Rosa (né le 9 décembre 1994 à Móstoles) est un judoka espagnol, champion du monde en 2023 et double champion d'Europe.

## Carrière
Médaillé de bronze des moins de 60 kg aux Championnats d'Europe de judo 2017, il remporte le titre lors des Jeux méditerranéens de 2018.
Il est médaillé d'argent, toujours dans la même catégorie, aux Jeux européens de 2019 puis médaillé de bronze aux Championnats d'Europe de judo 2020.
Le 16 avril 2021, il remporte la médaille d'or en moins de 60 kg lors des Championnats d'Europe à Lisbonne en battant en finale le Français Luka Mkheidze par ippon au golden score.
Trois mois plus tard, il remporte la médaille de bronze dans cette catégorie lors des Championnats du monde de judo 2021 à Budapest.
En 2022, il est médaillé d'or aux Championnats d'Europe à Sofia ainsi qu'aux Jeux méditerranéens à Oran.
Il est sacré champion du monde des moins de 60 kg en 2023 à Doha.
Il est médaillé de bronze dans la catégorie des moins de 60 kg aux Jeux olympiques d'été de 2024 à Paris, malgré une victoire controversé en quarts de finale contre le judoka japonais Ryuju Nagayama. En effet, il procede à un étranglement, et ce, malgré le "mate" de l'arbitre, conduisant son adversaire au bord de la perte de connaissance. Peu après ce combat, Garrigos a été la cible de menaces depuis le Japon. Finalement, les deux judokas étant réconciliés, la polémique a pris fin. 

## Palmarès

### Compétitions internationales
| Année | Compétition           | Lieu        | Résultat | Catégorie      |
| ----- | --------------------- | ----------- | -------- | -------------- |
| 2017  | Championnats d'Europe | Varsovie    | 3e       | Moins de 60 kg |
| 2018  | Jeux méditerranéens   | Tarragone   | 1er      | Moins de 60 kg |
| 2019  | Jeux européens        | Minsk       | 2e       | Moins de 60 kg |
| 2020  | Championnats d'Europe | Prague      | 3e       | Moins de 60 kg |
| 2021  | Championnats d'Europe | Lisbonne    | 1er      | Moins de 60 kg |
| 2021  | Championnats du monde | Budapest    | 3e       | Moins de 60 kg |
| 2022  | Championnats d'Europe | Sofia       | 1er      | Moins de 60 kg |
| 2022  | Jeux méditerranéens   | Oran        | 1er      | Moins de 60 kg |
| 2023  | Championnats du monde | Doha        | 1er      | Moins de 60 kg |
| 2023  | Championnats d'Europe | Montpellier | 3e       | Moins de 60 kg |
| 2024  | Championnats d'Europe | Zagreb      | 1er      | Moins de 60 kg |
| 2024  | Jeux olympiques       | Paris       | 3e       | Moins de 60 kg |

### Masters mondial, Tournois Grand Chelem et Grand Prix
| Année | Compétition     | Lieu              | Résultat | Catégorie      |
| ----- | --------------- | ----------------- | -------- | -------------- |
| 2015  | Grand Prix      | Zagreb            | 3e       | Moins de 60 kg |
| 2016  | Grand Chelem    | Abou Dabi         | 1er      | Moins de 60 kg |
| 2017  | Grand Prix      | Cancún            | 1er      | Moins de 60 kg |
| 2017  | Grand Chelem    | Abou Dabi         | 3e       | Moins de 60 kg |
| 2017  | Masters mondial | Saint-Pétersbourg | 2e       | Moins de 60 kg |
| 2018  | Grand Chelem    | Abou Dabi         | 2e       | Moins de 60 kg |
| 2019  | Grand Chelem    | Brasilia          | 3e       | Moins de 60 kg |
| 2019  | Grand Prix      | Perth             | 1er      | Moins de 60 kg |
| 2019  | Masters mondial | Qingdao           | 2e       | Moins de 60 kg |
| 2022  | Grand Chelem    | Antalya           | 3e       | Moins de 60 kg |
| 2023  | Grand Prix      | Almada            | 2e       | Moins de 60 kg |
| 2023  | Grand Chelem    | Tel Aviv          | 2e       | Moins de 60 kg |
| 2023  | Grand Chelem    | Abou Dabi         | 3e       | Moins de 60 kg |
| 2024  | Grand Chelem    | Paris             | 3e       | Moins de 60 kg |
| 2024  | Grand Prix      | Linz              | 1er      | Moins de 60 kg |